# Nemzetvezető
A nemzetvezető a Magyar Királyság államfőjének címe volt 1944 és 1945 között, melyet Szálasi Ferenc viselt. A titulust a német führer cím mintájára hozták létre Magyarországon.
A címet egyedül Szálasi Ferenc hungarista politikus viselte, mint Magyarország állam- és kormányfője egy személyben. Hivatalba 1944. október 16-án, Horthy Miklós kormányzó lemondatatása után lépett, mikor a németek őt tették meg a Magyarország vezetőjévé. 1945. március 28-ig volt hivatalban, mikor is elmenekült az országból.

## Története
A képviselőház 1944. november 2-ra hirdetett ülésén a képviselők hatodának jelenlétében jóváhagyta az Országtanács döntésén nyugvó törvényjavaslatot, melyet a felsőház másnap ellenszavazat és módosítás nélkül elfogadott, és ezzel törvényerőre emelte a nemzetvezető jogosítványairól szóló tervezetet (1944. évi X. törvénycikk). A jogszabály a nemzetvezető jogkörébe utalta a kormányzó jogosítványokat, és arra az esetre, ha nem nevez ki miniszterelnököt, a kormányfői hatáskört is. Ily módon megvalósult a hatalomkoncentráció az államhatalom csúcsán: a miniszterelnöki és az államfői jogkört Szálasi sikerrel egyesítette. Ezzel a Nyilaskeresztes Párt vezére sikerre vezette a pártdiktatúrára vonatkozó elképzeléseket megvalósítani szándékozó hungarista mozgalmat.

## Lista
| # | Portré | Nemzetvezető               | Hivatal           | Hivatal        | Hivatali idő | Párt | Párt |
| # | Portré | Nemzetvezető               | Kezdete           | Vége           | Hivatali idő | Párt | Párt |
| - | ------ | -------------------------- | ----------------- | -------------- | ------------ | ---- | ---- |
| 1 |        | Szálasi Ferenc (1897–1946) | 1944. október 16. | 1945. május 7. | 164 nap      | NYKP |      |

## Hasonló címek
Sok politikus akadt a történelem során, aki a Führerhez hasonló címet vett fel, hogy kifejezze hatalmát. A második világháború idején ez főleg fasiszta államokban és jobboldali diktatúrákban volt jellemző, ám a hidegháború idején több kommunista politikus is használta ezeket.
- Oswald Mosley, a Brit Fasiszta Unió vezetője a The Leader címet használta.
- Benito Mussolini olasz fasiszta vezető az Il Duce nevet vette fel, ami kb annyit tesz: A vezér.
- Francisco Franco spanyol diktátor a Caudillo címet vette fel.
- Jozef Tiso szlovák államfő címe Vodca lett 1942-ben.
- Ion Antonescu román diktátor Conducătornak nevezte magát. Később Nicolae Ceaușescu is használta a címet.
- Ante Pavelić, a Független Horvát Állam diktátora felvette a Poglavnik címet.
- Adolf Hitler a nemzetiszocialista Németország vezetője, mint führer
- Vidkun Quisling Førernek nevezte magát.
- Rafael Trujillo Molina az El Jefe megnevezést használta.
- Kim Dzsongil (Észak-Korea): Nagy Vezető (위대한 령도자)

## Kapcsolódó oldalak
- Szálasi-kormány
- Nyilaskeresztes Párt – Hungarista Mozgalom
- Magyar Királyság (1920–1945)